# Hřib moravský
Hřib moravský (Aureoboletus moravicus (Vacek) Klofac 2010) neboli suchohřib moravský (Xerocomus moravicus (Vacek) Herink. 1964) je velmi vzácná zákonem chráněná houba z čeledi hřibovitých. Snadno rozpoznatelná je podle kombinace barvy klobouku, charakteristické vůně a loupajícího se povrchu třeně.

## Synonyma
- Aureoboletus moravicus (Vacek) Klofac 2010
- Boletus leonis D. A. Reid 1966[2]
- Boletus moravicus Vacek 1946[3][4]
- Boletus tumidus Fr. sensu Peltereau 1924[4][5]
- Xerocomus moravicus (Vacek) Herink. 1964[3][4]
- Xerocomus leonis (D. A. Reid) Bon[3]
- Xerocomus leonis (D. A. Reid) Alessio 1985[2]
- Xerocomus tumidus (Fr.) Gilb. sensu Gilbert[4]

česká jména
- hřib moravský[4][6]
- kožešník moravský[6]
- suchohřib moravský

## Taxonomie
Hřib moravský jako nový druh popsal český mykolog Václav Vacek v roce 1946. Znal jej od počátku 30. let 20. století z teplých listnatých lesů u Žarošic na Moravě. V mykologických kruzích mimo Československo se objevovaly snahy tento druh ztotožnit s hřibem naduřelým (Boletus tumidus Fr.) a hřibem lvím (Boletus leonis D. A. Reid) V roce 1964 jej Josef Herink přeřadil do rodu suchohřib (Xerocomus). Roku 2010 byl rakouským mykologem Wolfgangem Klofacem přesunutý do rodu Aureoboletus.

## Popis
Klobouk dosahuje šířky 30–90 milimetrů, povrch je zbarvený bledě okrově, oranžovo hnědě, rezavě hnědě, skořicově. Povrch bývá plstnatý, ve stáří částečně olysalý, za sucha rozpraskaný.
Póry a rourky jsou v mládí zbarvené jako světlá káva, později okrově žluté až žluté, ve stáří olivově okrové až hnědookrové.
Třeň bledě okrový až bledě nahnědlý, horní část kryje jemná síťka, která směrem dolů může přecházet v nahnědlé žilky. Za suchého počasí se povrch třeně samovolně hoblinovitě odlupuje.
Dužnina zůstává po rozkrojení barevně neměnná, bývá bělavá až krémová, lokálně nahnědlá nebo narezlá.
Hřib moravský je typický svou vůní, která je mírně houbová, hřibovitá a v závislosti na stáří plodnice i na subjektivním názoru mohou být vnímané tóny po kokosu, kopru, skořici a vanilce. Za vhodných podmínek (zejména při teplém a suchém počasí) může být toto aroma patrné i na dálku.

## Výskyt

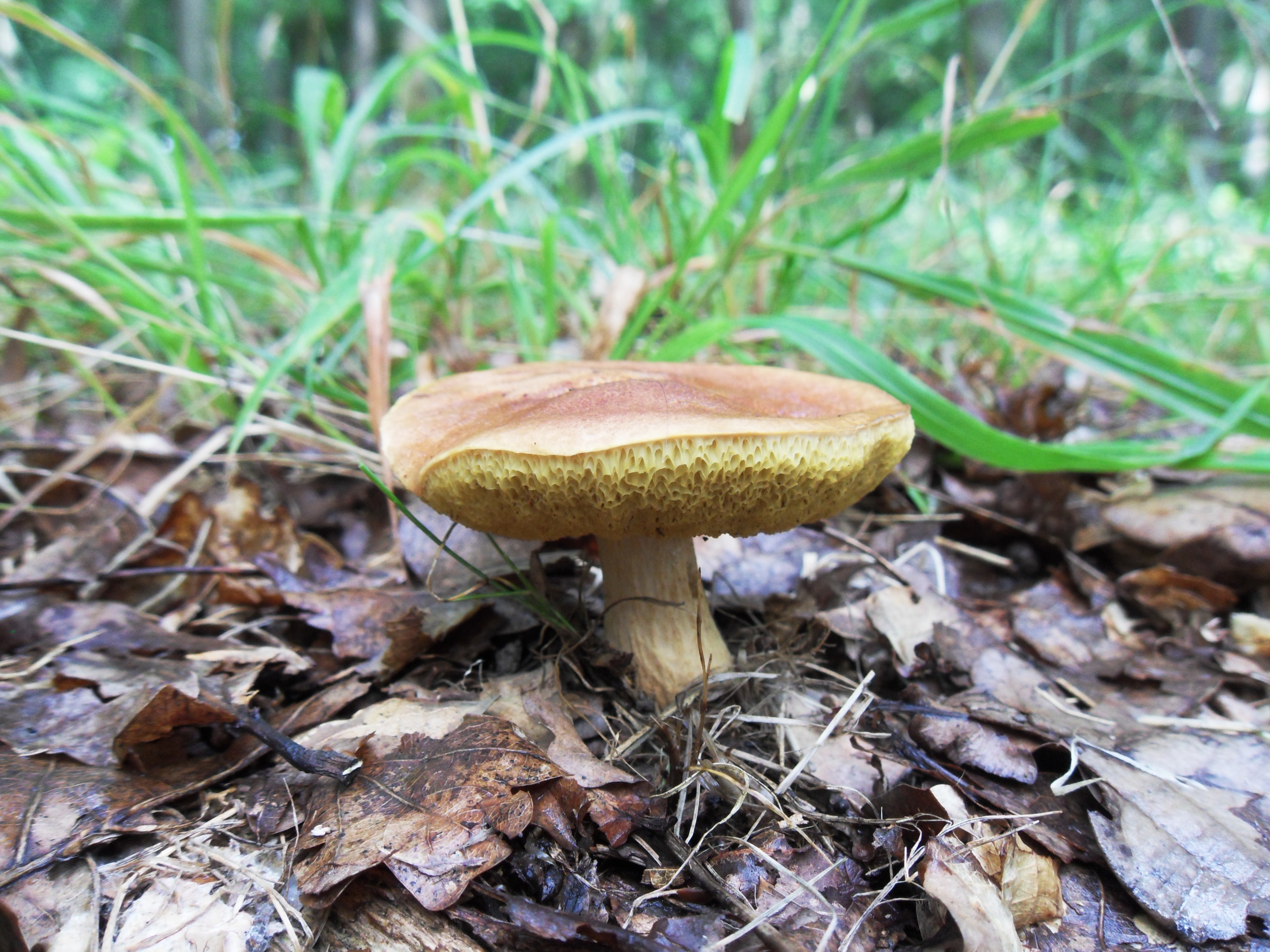
Hřib moravský na přirozeném stanovišti v teplé nížinné doubravě

Jde o velice vzácnou houbu, která se vyskytuje jen v nejteplejších polohách – nížinách. Obvykle na hrázích rybníků nebo v listnatých lesích, vázán je na duby. V České republice byl doložen výskyt do nadmořské výšky 437 m n. m., na Slovensku v rozmezí 210 až 518 m n. m. Plodnice se objevují od srpna do počátku října.

## Rozšíření
Roste v Evropě, k zemím s výskytem tohoto druhu patří Belgie, Česká republika, Dánsko, Francie, Chorvatsko, Irsko, Lucembursko, Maďarsko, Německo, Rakousko, Slovinsko, Španělsko, Švédsko.
Popsán byl na malém počtu lokalit v jižních Čechách, jižní Moravě (okolí Žarošic) a Polabí (Nymbursko). Počet všech známých lokalit na území České republiky v roce 1995 odpovídal 7, v roce 2012 se pohyboval kolem 13–14.
V rámci chráněných území České republiky byl nalezen mimo jiné na následujících lokalitách:
- Karlické údolí[13] (okres Beroun a Praha-západ)
- Luční[14] (okres Tábor)
- Třeboňsko[9] (Jihočeský kraj)
- Rendez-vous[15] (okres Břeclav)
- Ždánický les[10][16] (Jihomoravský kraj)

## Záměna
Může vzdáleně připomínat hřib plstnatý, oproti kterému se liší bělavou, krémovou až nahnědlou barevně neměnnou dužninou a typickou vůní.

## Ochrana
Hřib moravský je uveden v Červené knize a Červeném seznamu hub České republiky jako kriticky ohrožený (CR). Za sběr tohoto zákonem chráněného hřibu hrozí pokuta ve výši až 50 tisíc Kč za každou utrženou plodnici včetně jejich zabavení (podle vyhlášky č. 395/92 Sb. se řadí mezi zvláště chráněné druhy). V roce 2006 byla na Znojemsku udělena pokuta za sběr dvou hřibů moravských ve výši 10 tisíc Kč za každý. Evropská rada pro ochranu hub doporučila tento druh k zahrnutí do připravovaného Červeného seznamu hub Evropy. O nálezech tohoto druhu je vhodné informovat mykologická pracoviště.